# Emili Escaure (militar)
Emili Escaure (en llatí Aemilius Escaurus) va ser un magistrat romà fill de Marc Emili Escaure (cònsol).
Era fillastre de Sul·la, ja que la seva mare Cecília Metel·la es va casar amb el dictador després de quedar vídua. Al final del segle ii aC va lluitar contra els cimbres a Athesis a les ordes del procònsol Quint Lutaci Catul, i va fugir del camp de batalla. Indignat el seu pare li va prohibir tornar mai més a la seva presència, i el jove, molt afectat, es va suïcidar.